# Yousuf Ahmed Hamed Aljabri

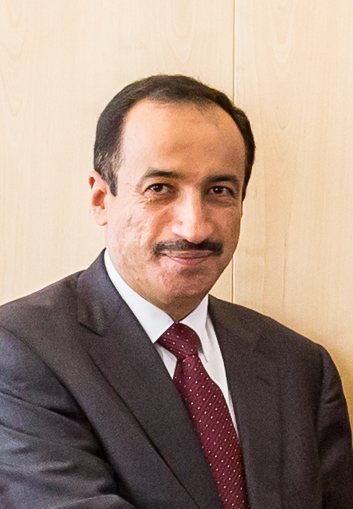
Yousuf Ahmed Hamed Aljabri

Yousuf Ahmed Hamed Aljabri (arabisch يوسف بن أحمد الجابري, DMG Yūsuf b. Aḥmad al-Ǧābirī; * 22. September 1966) ist ein omanischer Diplomat.

## Werdegang
Yousuf Ahmed Hamed Aljabri absolvierte einen Master in „Strategischen Studien zu nationaler Sicherheit und Verteidigung“ an der Sultan-Qabus-Universität in Maskat im Oman. 1990 trat er in den diplomatischen Dienst des omanischen Außenministeriums ein und wurde zweiter Sekretär in der Abteilung für europäische Angelegenheiten. 1995 wurde er zum stellvertretenden Missionschef in der omanischen Botschaft in Wien ernannt. Im Jahr 2000 wechselte er als Referent für asiatische Belange in das Büro des omanischen Außenministers. 2007 wurde er zum stellvertretenden Missionschef in der omanischen Botschaft in London ernannt. 2012 kehrte er in den Oman zurück und war Berater in der Abteilung für Westeuropa. 2013 wurde Yousuf Ahmed Hamed Aljabri zum stellvertretenden Leiter der Abteilung für politische Analysen im Außenministerium ernannt, 2014 wechselte er als stellvertretender Leiter in die Abteilung für politische Angelegenheiten. Von 2016 bis Ende 2018 war er der Leiter dieser Abteilung. Seit 7. Januar 2019 ist Yousuf Ahmed Hamed Aljabri omanischer Botschafter in Österreich.

## Privates
Yousuf Ahmed Hamed Aljabri ist verheiratet spricht Arabisch und Englisch.